# Herb gminy Pakosław
Herb gminy Pakosław – symbol gminy Pakosław.

## Wygląd i symbolika
Herb przedstawia na tarczy w polu zielonym herb Abdank (srebrna łękawica na czerwonej tarczy), znajdujący się między złotym kłosem zboża i połową srebrnej podkowy barkiem w dół. Jest to nawiązanie do postaci rycerza Pakosława z rodu Awdańców. 